# Балсово
Балсово — деревня в Псковском районе Псковской области. Входит в состав Серёдкинской волости. 
Расположена на северном побережье Псковского озера, в 85 км к северо-западу от Пскова и в 28 км к западу от села Серёдка.

## Население
| 2001 | 2002 | 2010 |
| ---- | ---- | ---- |
| 17   | ↗37  | ↘17  |

## История
До 28 февраля 2005 года деревня входила в состав ныне упразднённой Теребищенской волости.

## Топографические карты
- Лист карты O-35-XVI Пылва. Масштаб: 1 : 200 000. Издание 1980 г.